# تخم (زیست‌شناسی)

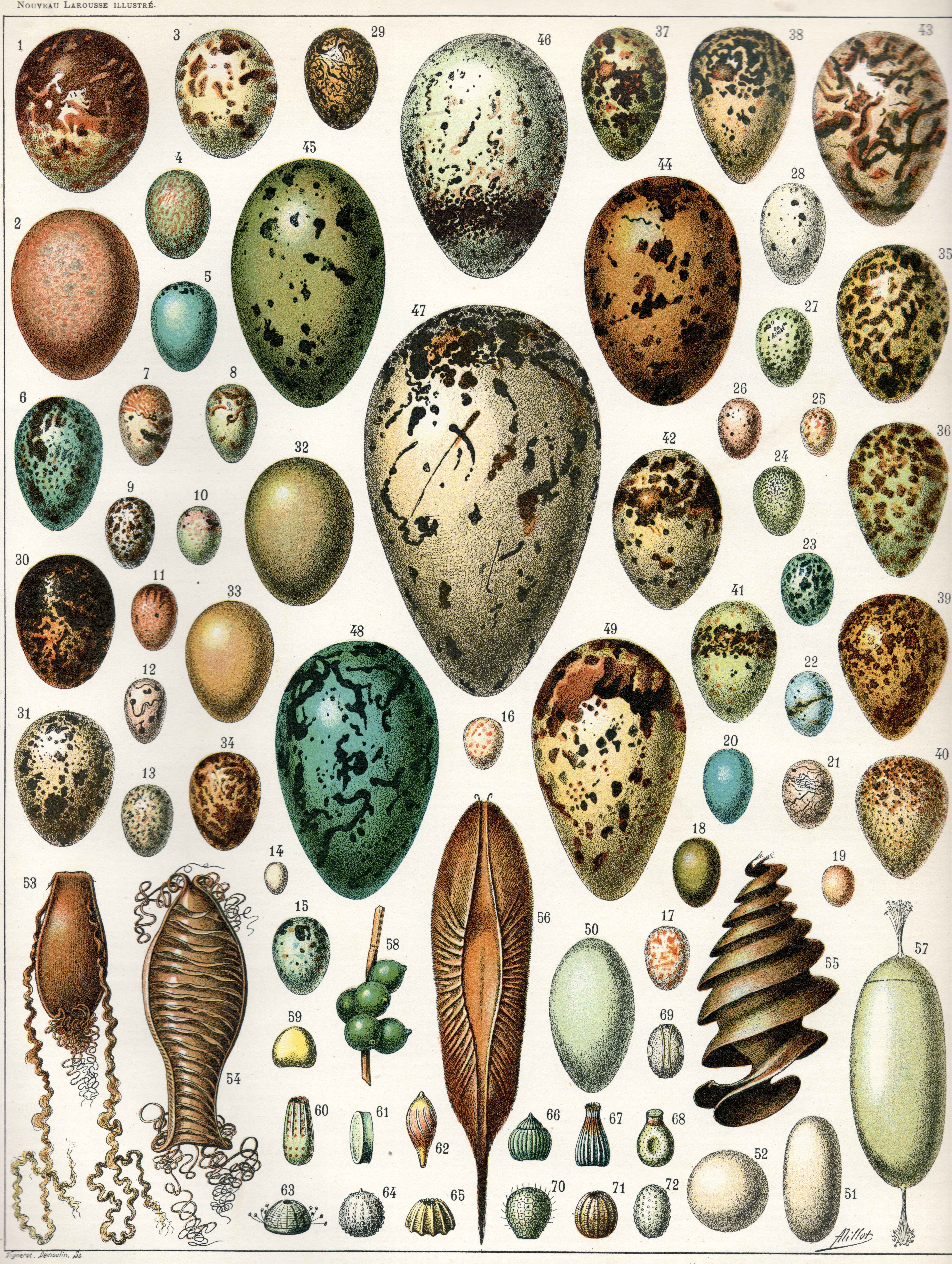
انواع تخم پرندگان و جانوران دیگر

در بیشتر پرندگان، خزندگان، حشرات، ماهی‌ها و دو نوع از پستانداران (خارپشت بی‌دندان و نوک‌اردکی) تولیدمثل به وسیلهٔ تخم که حاصل باروری (لقاح) آن می‌باشد انجام می‌شود. برای به دنیا آمدن جوجه‌ها معمولاً باید تخم‌ها در دمای مناسبی نگهداری شوند. هنگامی که جنین به اندازه کافی رشد کرد، خود پوستهٔ تخم را شکسته و به دنیا خواهد آمد. به جانورانی که بچه‌هایشان را از راه تخم به دنیا می‌آورند، تخم‌گذار می‌گویند.

## تخم نطفه‌دار
تخم نطفه‌دار یا تخم بارور به تخمی گفته می‌شود که امکان جوجه‌کشی از آن فراهم شده باشد. تخم دارای نطفه را می‌توان با آماده کردن شرایط شبیه مرغ مادر (چرخش، رطوبت و دما) یا هر پرنده دیگری به جوجه تبدیل کرد. برای تشخیص نطفه‌دار بودن تخم، آن را به وسیله منبع نوری مناسب نطفه‌سنجی یا به اصطلاح کندلینگ می‌کنند تا از وجود نطفه در درون تخم اطمینان حاصل شود.

## نگارخانه

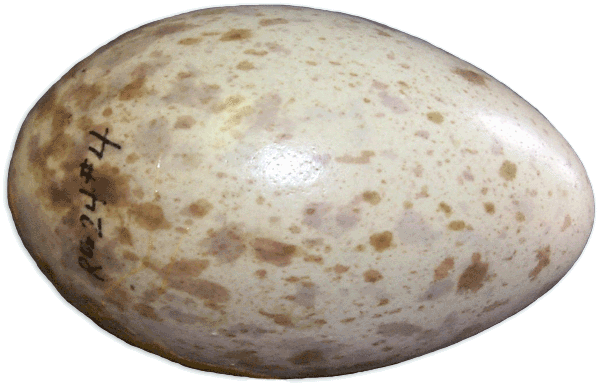
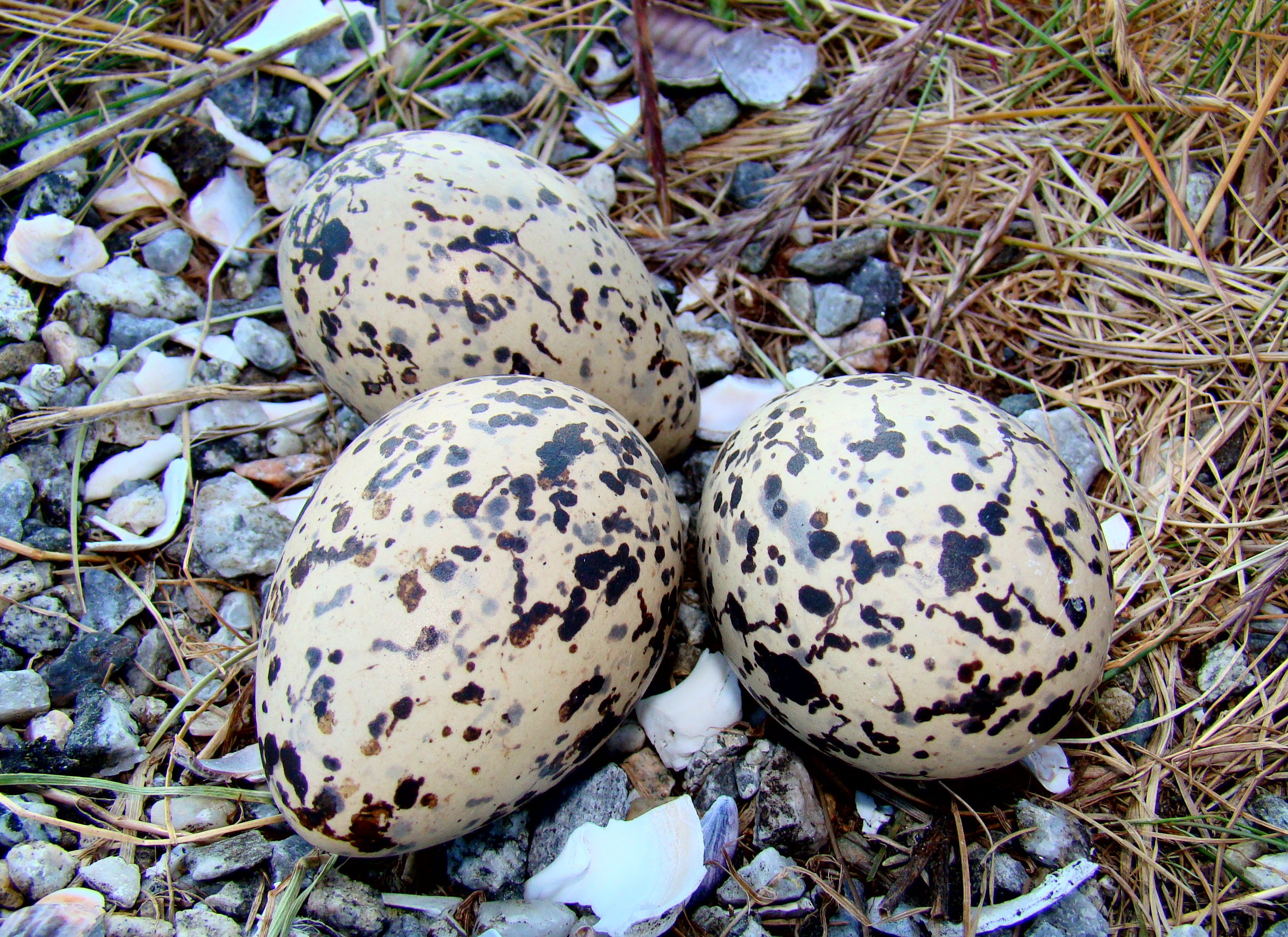
تخم بلدرچین
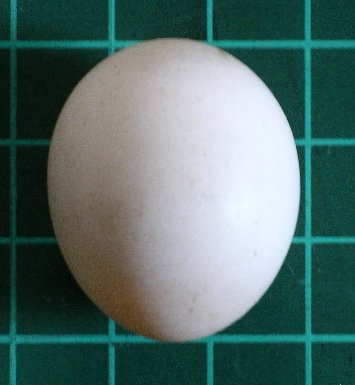
تخم‌مرغ
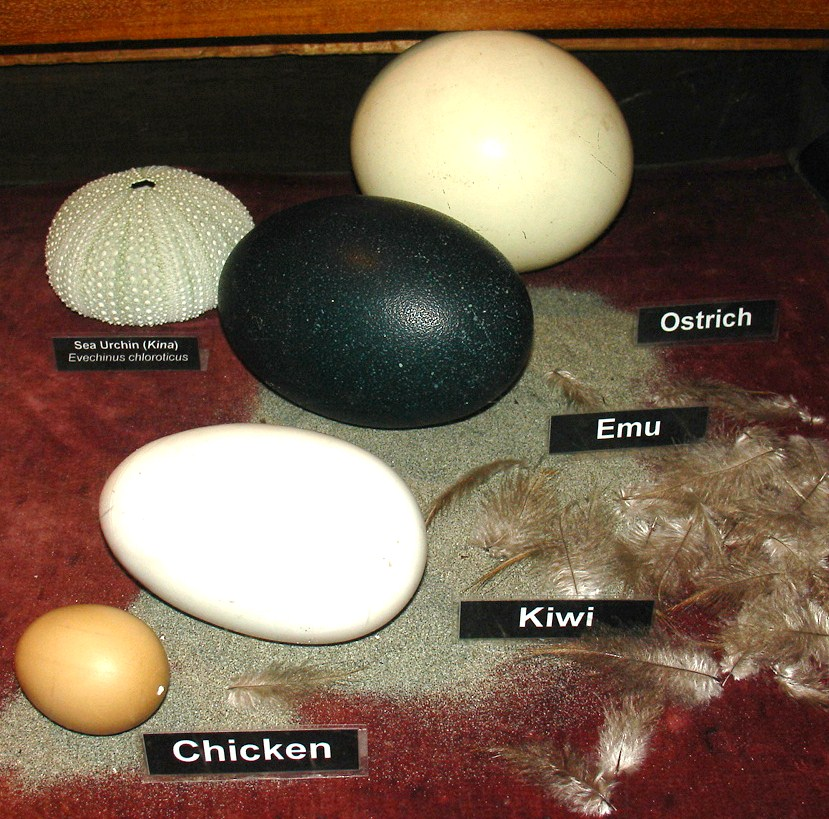
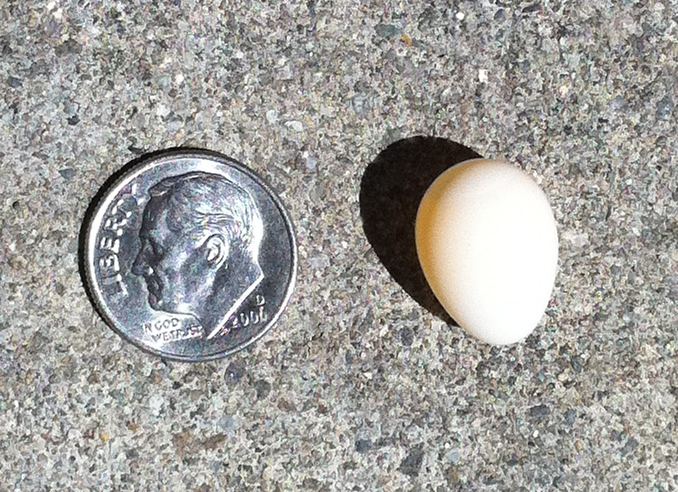
تخم فنچ
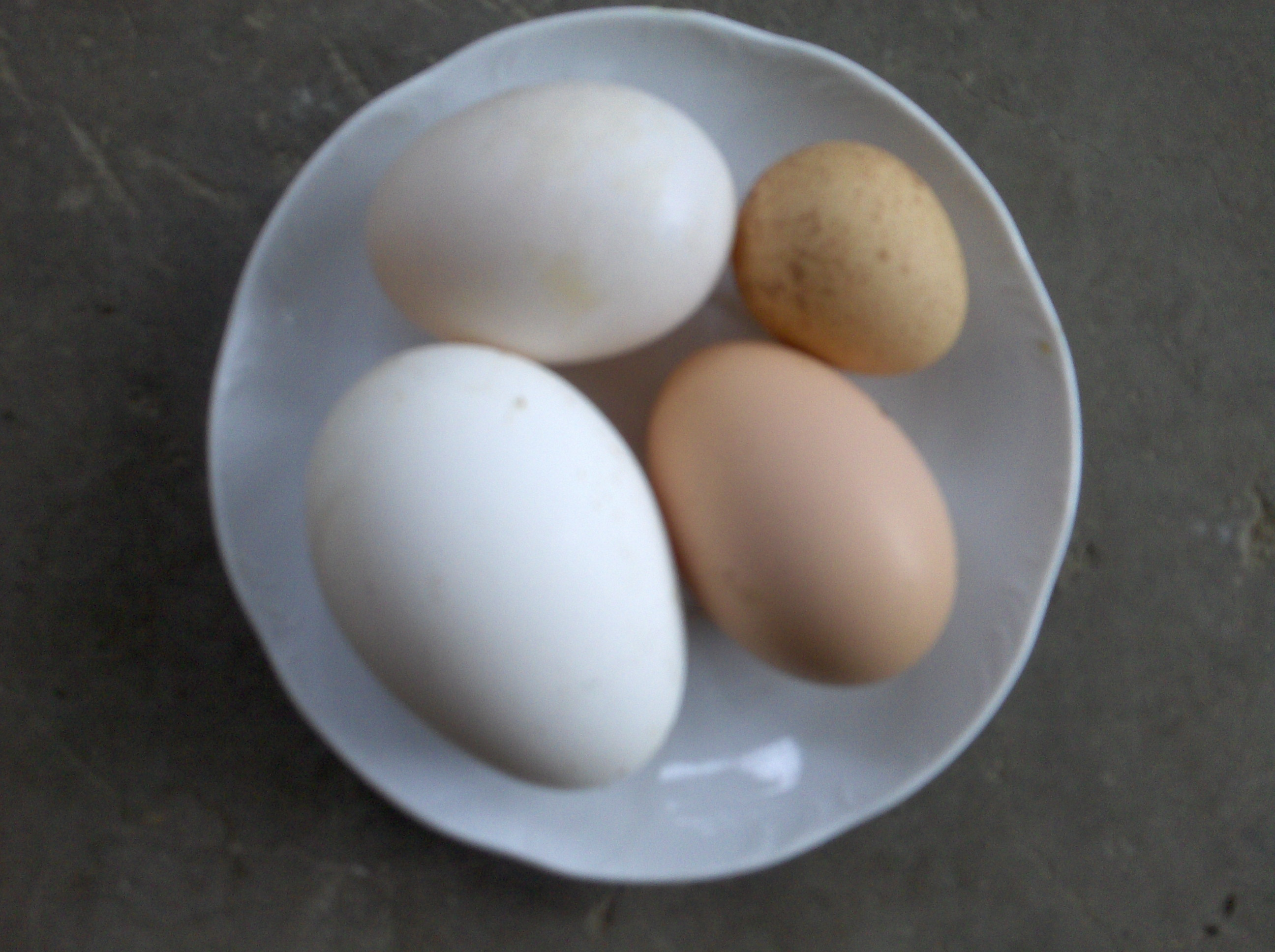
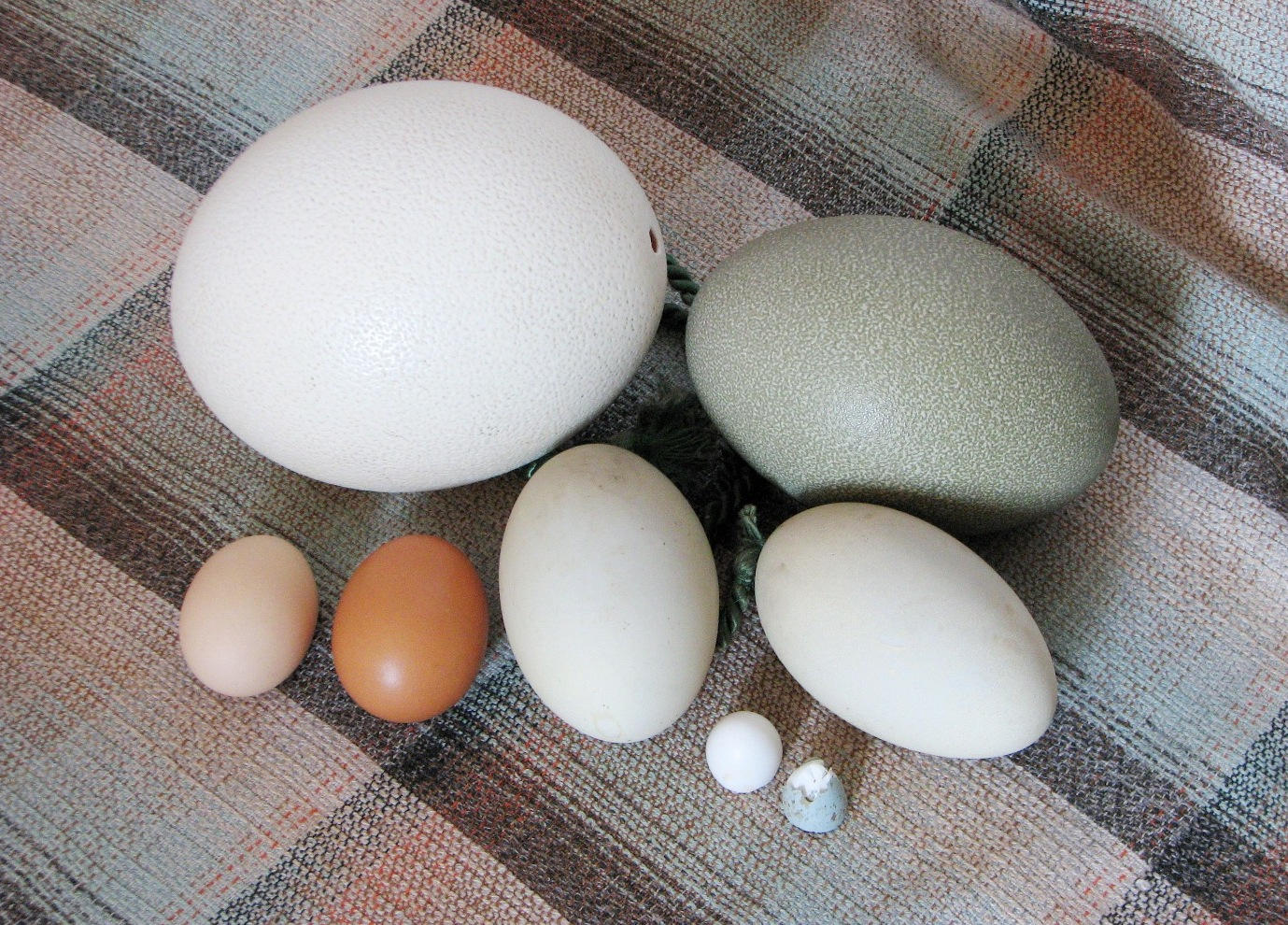